# Claude VonStroke
Barclay Crenshaw, conocido por su nombre artístico, Claude VonStroke, es un DJ y productor estadounidense de música electro house y ghettotech originario de San Francisco, California. En julio del 2006 editó su primer álbum titulado "Beware of the Bird" y fue halagado por los críticos de la escena electrónica, esto le permitió consolidarse como uno de los talentos de renombre en la escena underground de la música electrónica.
Claude VonStroke tiene un contrato bajo la disquera Dirtybird Records. En la escena de música bailable es conocido también como Barclay Crenshaw, Burnto Bertolucci, Pedro DeLaFaydro.

## Discografía

### Sencillos
- 2006 "The Whistler"
- 2006 "Deep Throat" (ITA # 1 / GER # 1 / BEL #1)
- 2006 "Who's Afraid of Detroit"
- 2007 "Groundhog Day"
- 2008 "Scarlet Macaw"
- 2010 "Big N' Round"
- 2012 Claude VonStroke & Jaw – "Le Fantôme"

### Álbumes
- 2006 "Beware of the Bird"

Lista de temas:
1. Warming Up the Bass Machines
2. Deep Throat
3. Chimps
4. Beware of the Bird
5. The Whistler
6. Who's Afraid of Detroit?
7. Eastern Market
8. Cicada "17 Year Mix" (Remix of Justin Martin)
9. The 7 Deadly Strokes
10. Birdshit (Remix of Frankie)
11. Southern Fried Remix (Remix of Justin M & Sammy D "The Southern Draw")
12. Lullabye (Live Rec. from Poorboy, Detroit 1999. New Vocal by QZen)
13. Heater (Remix of Samim "Heater")

- 2009 "Bird Brain"

Lista de temas:
1. Monster Island
2. The Greasy Beat feat. Bootsy Collins
3. Vocal Chords
4. Big n' Round
5. Bay Area
6. California
7. Aundy
8. Beat That Bird
9. Storm On Lake St. Claire
10. Jasper's Baby Robot

### Remixes
- 2006: Soul Avengerz Feat. Javine – Don't Let The Morning Come (Claude Von Stroke & Justin Martin Remix)
- 2006: Fedde Le Grand – Put Your Hands Up for Detroit (Claude Von Stroke Packard Plant Remix)
- 2006: Andy Caldwell – Warrior (Claude VonStroke Sharp Toof Mix)
- 2007: Samim – Heater (Claude VonStroke Remix)
- 2007: The Rapture – W.A.Y.U.H. (Whoo! Alright - Yeah ... Uh Huh) People Don't Dance No More (Claude's Vocal Pantydropper Mix)
- 2007: Mighty Dub Katz – Magic Carpet Ride (Claude Vonstroke 'Sucker Free City Edition')
- 2009: Kevin Saunderson – The Human Bond (Claude VonStroke Rave Recognize Rave Mix)
- 2010: Chilly Gonzales – I Am Europe (Claude Von Stroke Take A Trip Mix)
- 2010: Cajmere – Percolator (Claude VonStroke Remix)
- 2012: Kimbra – Old Flame (Claude VonStroke Remix)